# Nabil Bentaleb
Nabil Bentaleb (født 24. november 1994 i Lille ) er en algerisk fodboldspiller, der spiller som central midtbanespiller for Lille OSC. Han har tidligere repræsenteret Tottenham, Angers SCO og Newcastle United på lån. 

## Klubkarriere

### Ungdomskarriere
Bentaleb startede med at spille fodbold hos Lilles akademi. Herefter skiftede Bentaleb til belgiske Excelsior Mouscron som 15-årig. Birmingham City var ude efter Bentaleb, men det endte med, at han i 2012 skiftede til Tottenham Hotspur i januar 2012 og startede på klubbens U19 & U21 hold.

### Tottenham Hotspur F.C.
I 2013 blev han permanent førsteholdsspiller. Året forinden, 2013, spillede han på klubbens U21 hold, dvs. deres 2. hold. Han fik sin debut for 2. holdet i 2012, hvor han den gang stadig var fast spiller på U19 truppen. I januar 2013 blev han rykket op permanent på 2. holdet, og senere på året, sommeren 2013, blev han forfremmet til 1. holdet.
Den 22. december 2013 blev Bentaleb for første gang udtaget til førsteholdstruppen, som skulle spille imod Southampton i en Premier League-kamp. I samme kamp fik han sin debut, idét han i Tottenhams 3-2 sejr erstattede Mousa Dembélé i 50' minut.

## Landsholdskarriere
Bentaleb har både fransk og algiersk statsborgerskab, og har (pr. marts 2018) spillet 25 kampe for Algeriets landshold. 

## Personlige liv
Bentaleb er født i Lille som ligger i Frankrig men har algeriske forældre.